# Тюинское сельское поселение
Тюинское сельское поселение — муниципальное образование в составе Чернушинского района Пермского края.
Административный центр — село Тюй.
В декабре 2004 года в результате реформы местного самоуправления Законом Пермского края наделено статусом сельского поселения.

## Географические положение
Поселение расположено на востоке Чернушинского района.

## История
Тюинский сельсовет образован в 1924 году.
В 1963 году переименован в Агарзинский сельсовет с центром в деревне Агарзя.
В 1973 году переименован в Тюинский сельсовет с центром в селе Тюй.
В 1976 году Тюинский и Казанцевский сельсоветы объединены в Тюинский сельсовет с центром в селе Тюй.
1 января 2006 года, в результате реформы местного самоуправления, на территории Тюинского и Ореховогорского сельсоветов образовано Тюинское сельское поселение.

## Население
По данным переписи 2010 года численность населения составила 1047 человек, в том числе 516 мужчин и 531 женщина.
| 2010 | 2012  | 2013  | 2014 | 2015 | 2016 | 2017 |
| ---- | ----- | ----- | ---- | ---- | ---- | ---- |
| 1047 | ↗1052 | ↘1007 | ↘980 | ↘966 | ↘927 | ↘910 |
| 2018 | 2019  |       |      |      |      |      |
| ↘899 | ↘863  |       |      |      |      |      |

## Населённые пункты
| Название        | Тип населённого пункта       | Население, 2010 год | Почтовый индекс | ОКАТО          |
| --------------- | ---------------------------- | ------------------- | --------------- | -------------- |
| Тюй             | Село, административный центр | 475                 | 617 808         | 57 257 851 001 |
| Ореховая Гора   | Село                         | 404                 | 617 825         | 57 257 835 001 |
| Темное          | Деревня                      | 83                  | 617 825         | 57 257 835 003 |
| Казанцево       | Деревня                      | 31                  | 617 803         | 57 257 851 004 |
| Анастасино      | Деревня                      | 19                  | 617 825         | 57 257 835 002 |
| Агарзинский     | Посёлок                      | 16                  | 617 830         | 57 257 851 002 |
| Агарзя          | Деревня                      | 12                  | 617 818         | 57 257 851 003 |
| Казарма 1331 км | населённый пункт             | 5                   |                 | 57 257 835 004 |
| Ольховка        | Деревня                      | 2                   | 617 808         | 57 257 851 005 |

## Экономика
- СПК «Тюинский» (с. Тюй)[14]

## Объекты социальной сферы
- общеобразовательные учреждения:[15]
  - МОУ «Тюинская основная общеобразовательная школа»
  - МОУ «Ореховогорская основная общеобразовательная школа»
- дошкольные образовательные учреждения:[16]
  - МДОУ «Тюинский детский сад»
  - МДОУ «Ореховогорский детский сад»
- учреждения здравоохранения:[17]
  - Тюинский ФАП
  - Ореховогорский ФАП